# Emmanuel Obbo
Emmanuel Obbo (nascido em 7 de outubro de 1952), é um padre católico romano do Uganda que actua como arcebispo da Arquidiocese Católica Romana de Tororo desde 2 de janeiro de 2014. Ele serviu anteriormente como Bispo da Diocese Católica Romana de Soroti de 27 de junho de 2007 a 2 de janeiro de 2014.

## Bispo
Ele foi nomeado Bispo da Diocese Católica Romana de Soroti em 27 de junho de 2007 e foi consagrado bispo em Soroti em 6 de outubro de 2007 pelo Bispo Erasmus Desiderius Wandera, Bispo Emérito de Soroti, assistido pelo Arcebispo Denis Kiwanuka Lote, Arcebispo de Tororo e pelo Arcebispo James Odongo, Bispo auxiliar de Tororo.
No dia 2 de janeiro de 2014, Obbo foi nomeado Arcebispo de Tororo e, simultaneamente, nomeado Administrador Apostólico de Soroti. Ele foi empossado como arcebispo a 1 de março de 2014. Em julho de 2019, ele era o Arcebispo de Tororo e Administrador Apostólico concomitante de Soroti.